# ميف ليكي
ميف ليكي (بالإنجليزية: Meave G. Leakey)‏ (المولودة باسم ميف إيبس في 28 يوليو 1942 في لندن، بإنجلترا) هي باحثة في علم مستحاثات البشر تعمل في جامعة ستوني بروكهي منسقة لأبحاث العصر الحديث الأقرب في معهد حوض توركانا. تدرس ليكي تطور الإنسان القديم، وأجرت أبحاثًا ميدانية واسعة في حوض توركانا ولديها دكتوراه في الفلسفة ودرجة في العلوم.

## الرجل ذو الوجه المسطح في كينيا
قام فريق البحث بقيادة الدكتور ليكي في بحيرة توركانا، بكينيا باكتشاف في عام 1999 حيث وجدوا جمجمة عمرها 3.5 مليون سنة وفك يعتقد أنهم ينتمون إلى فرع جديد من الأسرة البشرية في وقت مبكر. وأطلق عليها اسم كينيانثروبوس بلاتوبس (إنسان كينيا)، أو الرجل ذو الوجه المسطح في كينيا.

## حياتها الشخصية
تزوجت ميف من ريتشارد ليكي، أخصائي علم الأحياء القديمة. أنجب الزوجان طفلين، لويز (من مواليد 1972) وسميرة (من مواليد 1974). تواصل لويز ليكي التقاليد العائلية من خلال إجراء البحوث الحفريات.
درست ليكي في البداية علم الحيوان وعلم الحيوان البحري في جامعة نورث ويلز. كان أول اتصال لها مع عائلة ليكي عندما كان يعمل في مركز أبحاث تيجوني للأوليات بينما كان يحمل درجة الدكتوراه في هذا الوقت، وكان المعهد تحت إدارة لويس ليكي.
حصلت ليكي على شهادة الدكتوراه في علم الحيوان في عام 1968. وفي عام 2004، حصلت على درجة الدكتوراه الفخرية منكلية لندن الجامعية بلندن لعلم الحفريات. تعمل ليكي حاليًا كأستاذ باحث في معهد حوض توركانا (التابع لجامعة ستوني بروك). وفي 30 أبريل 2013، تم انتخاب ليكي كعضو أجنبي في الأكاديمية الوطنية الأمريكية للعلوم، مع تخصصات الجيولوجيا والأنثروبولوجيا. جعل هذا ليكي أول مواطنة كينية وأول امرأة مواطنة في بلد أفريقي ينتخب كعضو في الأكاديمية الوطنية للعلوم. تم انتخابها للجمعية الفلسفية الأمريكية في عام 2017.